# 요한 프리드리히 쵤너

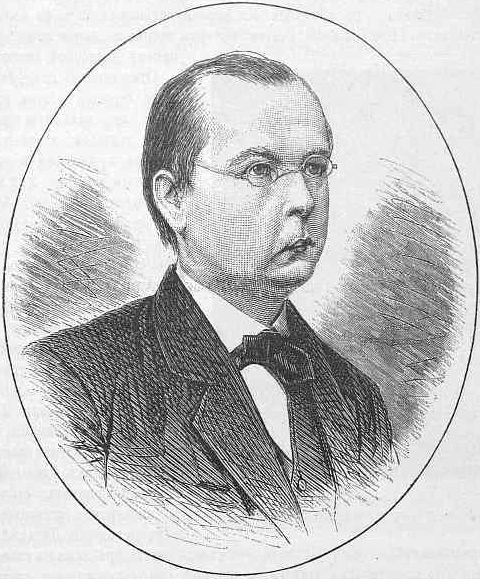

요한 카를 프리드리히 췰너(독일어: Johann Karl Friedrich Zöllner, 1834년 11월 8일, 베를린 – 1882년 4월 25일, 라이프치히)는 착시 현상을 연구한 독일의 천체물리학자이며, 초기 심리 조사관이었다.

## 전기
1872년부터 그는 라이프치히 대학에서 천체 물리학 학과장을 역임하였다. Poggendorff 의 Annalen 과 Berichte derk에서 광도 측정 및 스펙트럼 분석에 관한 수많은 논문을 썼다. sächsischen Gesellschaft der Wissenschaften , 천체 측광에 관한 두 작품 ( Grundzüge einer allgemeinen Photometrie des Himmels , Berlin, 1861, 4to 및 Photometrische Untersuchungen , Leipzig, 1865, 8vo), and a curious book, Ueber die Natur der Cometen (Leipzig, 1872) 3rd ed. 1883).
그는 평행선이 대각선으로 나타나는 Zöllner 환상을 발견했다. 그는 또한 "Reversionspectroscope"라고 명명한 매우 민감한 분광기의 발명을 통해 별의 색 운동 효과와 그에 따른 흡수선의 이동에 대한 Christian Doppler의 이론을 성공적으로 증명했다. 그는 또한 그가 제작한 "Astrophotometer"을 통해 별의 빛 강도의 변화로 인해 적색 편이가 발생함을 보여주었다.
1867년에 그는 자신이 설계한 특정 "망원경 / 광도계"를 사용하여 태양의 겉보기 크기를 처음으로 측정하였다. 이 기기는 작은 망원경에서 찍은 이미지와 참조 램프에서 찍은 두 이미지를 중첩할 수 있었다. 낮에는 태양의 이미지를 어둡게 (편광판과 다이어프램 사용)하고 이를 램프와 비교하였으며, 야간에는 램프가 어두워지고 밝은 별과 비교하였다. 그는 태양의 시각적 크기를 -26.66으로 추정했는데, 오늘날의 허용 가치는 -26.74이다. 태양과 카펠라 (그가 사용한 밝은 별 중 하나) 사이의 플럭스 차이가 약 500 억 배이기 때문에 이 측정은 매우 어렵다. [3]
이 작업은 천체 물리학에서 중추적이었다. 별의 밝기가 별마다 크게 다르고 태양이 주변 별의 대다수보다 더 밝다는 사실을 발견했다.
달의 분화구 Zöllner는 그의 이름을 따서 명명되었다.

## 영성주의
Zöllner와 Henry Slade.
Zöllner는 1875년 영국 의 과학자 William Crookes를 방문했을 때 처음으로 영성주의에 관심을 갖게되었다. Zöllner는 현상에 대한 물리적 과학적 설명을 원했고 4 차원 공간의 물리학 이 영성주의를 설명 할 수 있다는 결론에 도달했다. Zöllner는 영혼이 4 차원이라는 것을 증명하고 슬레이트 쓰기 , 끈에 매듭 묶기, 봉인 된 상자에서 동전 회수, 두 개의 나무 고리의 연결 등 을 포함하는 매체 Henry Slade와 함께 자신의 séance 실험을 시작했다.  이 실험은 1877년 11월과 12 월 라이프 치히에 있는 Zöllner의 집에서 이루어졌다. 그는 과학자 Wilhelm Eduard Weber , Gustav Fechner , Wilhelm Scheibner 및 Wilhelm Wundt를 일부 좌석에 초대했다.
실험은 1878년 초월 물리학이라는 책에 Zöllner에 의해 기록되었다. Zöllner에 따르면 실험 중 일부는 성공적이었다.  그러나 비평가들은 매체 헨리 슬레이드이 실험에서 속임수를 수행 사기 이었다는 것을 건의했다.    의 조건 및 제어 불만족 있다고 주장 강신술 하나 참석 빌헬름 분트한다. 그는 또한 슬레이드가 영어를 구사하는 것으로 의심되는 슬레이트의 독일어 문법 오류를 발견했다.
Slade는 두 개의 나무 고리를 연결하는 실험에 실패했다. 대신, 두 개의 고리가 테이블 다리에 전달되었다는 것이 발견되었다. 이것은 Zöllner에게 깊은 인상을 주었지만 마술사들은 그러한 위업을 트릭 방법으로 쉽게 설명 할 수 있다고 언급했다.
1879년에 Hermann Ulrici는 Zollner의 실험을 학술지 에 기술함으로써 독일 과학자들의 관심을 끌었다. 이것은 열띤 논쟁을 불러 일으켰다. Wundt는 실험과 영성주의를 비과학적인 것으로 비난하면서 Ulrici에 다시 참여했다. 분노한 Zöllner는 Wundt를 공격하고 소송으로 그를 위협했다. Zöllner는 Wundt가 악령에 의해 소유 되었다고 주장하는 데까지 갔다.
Seybert Commission 의 서기 인 George Stuart Fullerton 은 Zöllner가 실험 당시 "불건전 한 마음"을 가졌다 고 주장했다.
마법기구의 발명가 인 Carl Willmann 은 Slade가 속임수를 썼다고 강력하게 의심했다. 봉인 된 슬레이트의 경우 얇은 와이어로 쉽게 열 수 있다고 그는 제안했다.
심리학 연구원 인 Hereward Carrington 은 그의 저서 The Physical Phenomena of Spiritualism (1907)에서 Slade가 실험에 활용했을 수있는 사기 방법 (로프 트릭 다이어그램 포함)을 공개했다.   심리학자 Ray Hyman 은 다음과 같이 언급했다.
Zöllner의 Slade 조사의 경우, Slade가 Zöllner와의 세션 전후에 노출되었다는 사실을 알고있을뿐만 아니라 조사의 적절성에 대해 의문을 제기 할 충분한 이유가 있다. Carrington (1907), Podmore (1963), Mrs. Sidgwick (1886-87)은 Zöllner가 Slade와 함께 앉아있는 동안 결점과 허점을 발견한 많은 비평가 중 하나이다.
과학 저술가 인 Martin Gardner는 또한 Slade의 트릭을 다이어그램으로 공개하고 "Zöllner는 스펙트럼 분석에서 좋은 작업을 수행했지만 요술 방법에 대해 매우 무지했다. 그 결과 Henry에 의해 심하게 받아 들여졌다. 슬레이드. "

## 간행물
초월 물리학 (영어판, Charles Massey 번역, 1880)

## 참고 문헌
1. 하나 이상의 위의 문장은 현재의 출판물에서 원본을 통합한다 공개 :  Chisholm에, 휴, 에디션. (1911). " Zöllner, Johann Karl Friedrich ". 브리태니커 백과 사전 . 28 (11th ed.). 캠브리지 대학 출판부. 피. 1002.
2. Pannekoek, Antonie . (1990). 천문학의 역사 . Courier Corporation. 피. 385.ISBN  978-0-486-65994-7
3. [Luigi Fontana]. (2015). Stelle da Record . 3B 편집자.ISBN  9-788-89565048-7
4. Camp, Lyon Sprague De . (1983). 미지의 프린지 . Prometheus 책. 피. 156.ISBN  0-87975-217-3
5. Turner, J. C; Griend, P van de. (1996). 매듭의 역사와 과학 . 세계 과학 출판. 217-218 쪽.ISBN  978-9810224691
6. Treitel, Corinna. (2004). 영혼을 위한 과학 : 오컬 티즘과 독일 근대의 창세기. Johns Hopkins University Press. 3-12 쪽.ISBN  0-8018-7812-8
7. Stein, Gordon. (1996). 초자연의 백과 사전. Prometheus 책. 피. 703.ISBN  1-57392-021-5회의론자들이 설명하기 어렵다. Zöllner는 Slade를 칭찬하여 전체 책을 썼다. 제목초월 물리학 (1878)은 1880년에 심령 학자 Charles Carleton Massey에 의해 부분적으로 영어로 번역되었다. 이 책은 초자연적 인 힘을 시험하기위한 적절한 통제를 고안 할 능력이없는 과학자에 의한 어린애 같은 속기의 고전이다. "
8. 베이커, 로버트 . (1996). 숨겨진 기억 : 내면의 목소리와 비전 . Prometheus 책. 피. 233.ISBN  978-1-57392-094-0 "안타깝게도 Zöllner는 매체 Dr. Henry Slade의 장난에 매혹되었다. 마스터 예측가이자 슬레이트 작가 인 Slade는 Lankester 교수와 Edmund Gurney의 Henry Sidgwick에 의해 노출되었다. , WB Carpenter. "
9. Rucker, Rudolf (1985년 9월). 4 차원 : 고등 우주의 가이드 투어 . David Povilaitis가 설명한다. 마리너 책 . 53–55 쪽. ISBN 978-0-395-39388-8.
10. Brock, William Hodson . (2008). William Crookes (1832-1919) 및 과학 상업화 . Ashgate. 피. 174.ISBN  978-0754663225
11. Mulholland, John . (1938). 익숙한 영혼을 조심하십시오 . C. Scribner 's Sons. 111-112 쪽.ISBN  978-1111354879
12. Kohls, N; Benedikter, R. "신경 과학"의 현대 개념의 기원 . James J. Giordano에서 Bert Gordijn. (2010). 신경 윤리학의 과학적, 철학적 관점 . 캠브리지 대학 출판부. 44-48 쪽.ISBN  978-0-521-87855-5
13. "Slade-Zoellner 조사" . Seybert위원회.
14. Jastrow, Joseph. (1889). 영성주의의 심리학 . 대중 과학. 721-732 쪽
15. 에반스 헨리 R . (1906). 구약과 신 마법 . 오픈 법원 출판사. 피. 24
16. Carrington, Hereward . (1907). 영주의의 물리적 현상 . Herbert B. Turner & Co. 19-47 쪽
17. Carrington, Hereward . (1931). 심령 과학의 이야기 . Ives Washburn 게시자. 피. 342. "그러나 Zöllner의 실험은 Slade가 악명 높은 속임수였으며 Zöllner가 속았을 가능성이 매우 높다는 것을 알고 있기 때문에 가장 심각한 의혹 아래 놓여 있다. 나는자세한 분석에 대한나의 영주의 물리적 현상 에 대한 긴 장을 바쳤다.이 테스트 중에는 사기로 인한 것일 수있는 방법과 이러한 방법으로 복제 될 수있는 방법이 표시되었다. "
18. Hyman, Ray . (1989). 애매한 채석장 : 심리 연구에 대한 과학적 평가 . Prometheus 책. 피. 209.ISBN  0-87975-504-0
19. Gardner, Martin . (1991). 예상치 못한 교수형 및 기타 수학적 전환 . 시카고 대학 출판부. 70-75 쪽.ISBN  0-226-28256-2
20. 여기로 Carrington . (1907). 영주의의 물리적 현상 . Herbert B. Turner & Co.
21. Joseph Jastrow . (1901). 심리학의 사실과 우화 . Macmillan and Company.
22. Eleanor Mildred Sidgwick . (1886–87) 영성주의의 '물리적 현상'에 대한 개인적인 조사의 결과. 그러한 현상의 진실성에 대한 증거에 대한 비판적 발언 . 심리 연구 학회 논문집 4 : 45-74.
23. Ulrici, Hermann . (1879). Der sogenannte Spititismus eine wissenschaftliche Frage . Zeitschrift für Philosophie und philosophische Kritik 74 : 239-271.
24. Wundt, Wilhelm . (1879). 과학적 질문으로서의 영성주의 : Halle의 Hermann Ulrici 교수에게 보내는 공개 서한 . 대중 과학 15 : 577-593.